# 自治领土单位
自治领土单位（羅馬尼亞語：Unitate teritorială autonomă，缩写为UTA）是摩尔多瓦的一种自治行政區劃。
最初，加告兹是唯一的自治领土单位 。
2005年，摩尔多瓦法律创设德涅斯特河左岸自治领土单位，尽管德涅斯特河左岸地区事实上由德涅斯特河沿岸摩尔达维亚共和国控制，不受摩尔多瓦政府管辖。